# Veredicto (obra de teatro)
Veredicto (Título original en inglés: Verdict) es una obra de teatro escrita por la novelista de crimen y misterio Agatha Christie en 1958.

## Trama
La obra cuenta la historia de Karl Hendryk, un brillante profesor que, junto con su esposa y la prima de ésta, han huido de la persecución en su país. El profesor se encuentra satisfecho al instalarse en una Universidad Británica, donde es respetado por estudiantes y profesores por igual. Su inválida esposa, Anya, se lamenta por el hecho de haber sido obligada a abandonar su hogar y a sus amigos, y no está feliz con su nueva vida en Inglaterra. Su prima y amiga, Lisa Koletzky, se ha mudado con ella para así poder cuidarla y administrar la casa del profesor. Tanto Karl como Lisa han reprimido lo que sienten el uno hacia el otro, y la situación se ve perturbada cuando una joven y rica estudiante, Helen Rollander, comienza a tomar clases particulares con el profesor.
- Datos: Q6471829